# Târgoviște
Târgoviște (njemački: Tergowisch, mađarski: Tergovistye, slavenski: Trgovište i Trgovišće) je grad u središnjoj Rumunjskoj, glavni grad županije Dâmbovița.

## Zemljopis
Grad se nalazi se u sjevernom djelu povijesne pokrajine Vlaške, a u središnjem djelu njenog djela Muntenije, u dolini rijeke Dâmbovițe. Smješten je na južnim plodnim i gusto naseljenim padinama Karpata s voćnjacima i vinogradima. Južno od grada pruža se Vlaška nizina, a sjeverno planinski masivi Karpata pod šumama i pašnjacima.

## Stanovništvo
Po popisu stanovništva iz 2002. godine grad ima 89.930 stanovnika.
- Rumunji: 96,60%
- Romi: 2,84
- ostali 0,56%

## Gradovi prijatelji
- Kazanlak, Bugarska
- Trgovište, Bugarska
- Trakai, Litva
- Orvault, Francuska
- Corbetta, Italija
- Santarém, Portugal
- Miami, SAD
- Vellinge, Švedska
- Castellon de la Plana, Španjolska

## Vanjske poveznice
- Targoviste